# لواء القوات الخاصة الرابع والستون
لواء القوات الخاصة الرابع والستون هو لواء قوات خاصة تابع لوحدات المظليين وقوات الأمن الخاصة في القوات البرية الملكية السعودية. وينتسب للواء النخبة المهيأة لتنفيذ أصعب المهام وأدقها.وبالتأكيد فإن حرب القوات الخاصة ذات نوع وشكل مختلف، ويعتبر منسوبوا هذه القوات من العناصر المؤهله التي تسند إليها أصعب المهام وأكثرها حساسية لتنفذها بسرعة وخفة حركة ودقة متناهية، معتمدين في ذلك على ما تلقوه من تدريب يعتمد بالدرجة الأولى على قوة التحمل ومواجهة الصعاب والاستعداد الدائم للعمل تحت مختلف الظروف والبيئات. ويتبع للواء القوات الخاصة الرابع والستون ثلاث كتائب وهي الكتيبة الخامسة والثمانون والسادسة والستون والثانية والستون .

## الكتيبة الخامسة والثمانون
صدرت الأوامر بتشكيل هذه الكتيبة ضمن لواء القوات الخاصة الرابع والستون عام 1426 هـ، وإطلق عليها «الكتيبة الخامسة والثمانون» نسبة إلى الشهداء الخمسة والثمانون الذين إستشهدوا في حادثة الحرم المكي عام 1979، حيث أنهم جميعا كانوا من ضباط وأفراد وحدات المظليين وقوات الأمن الخاصة وتم اختيار الاسم لإحياء ذكراهم.
بدأ الإعداد لهذه الكتيبة بانتقاء نخبه من الضباط والأفراد المؤهلين عسكريا وبدنيا وتم وضع الخطط والبرامج الخاصة بتأهيلهم لمهام هذه الكتيبة. ومهمة الكتيبة الرئيسية هي التخطيط والقيام بمهام القوات الخاصة في أي مكان وفي أي زمان وفي مختلف الظروف المناخية. تدريبهم مختلف باعتبار أن مهامها صعبة وشاقة وتتطلب جهد بدني عالي فقد خلقت لهم برامج تدريبيه طوال العام شملت تدريبهم بالداخل وأيضا تدريبهم بالمشاركة مع القوات الخاصة الفرنسية وتم بالفعل تنفيذ مناورات وتدريبات مشتركة مع الفرنسيين داخل المملكة وخارجها ويبدو أن الغرض من ذلك هو لجعلهم قادرين على القيام بمهام القوات الخاصة بمختلف الظروف والأجواء والاحتكاك بالخبرات. ولايتوقف تدريب هؤلاء العناصر على مجالات أرضية محددة فحسب بل يتم تدريبهم أيضا على القفز المظلي سواء الحر أو التكتيكي من ارتفاعات عاليه جدا وصولا للهدف الأرضي مستخدمين أسطوانات الأكسجين.

## المرافق التعليمية والتدريبية
- مركز الملك سلمان للحرب الجبلية
- مركز ومدرسة المظليين والقوات الخاصة
- مركز الأمير خالد بن سلطان للاشتباك التكتيكي
- مركز القفز الحر
- مركز القناصة